# Jožef Emanuel Barbo Waxenstein
Jožef Emanuel Barbo Waxenstein, též Josip, Josef (26. října 1825 Rakovnik pri Šentrupertu – 23. listopadu 1879 Vídeň), byl rakouský šlechtic a politik slovinské národnosti z Kraňska, v 2. polovině 19. století poslanec Říšské rady.

## Biografie
Pocházel z šlechtického rodu, původem z Benátska, od konce 15. století usazeného v Kraňsku. Patřila mu panství Rakovnik pri Šentrupertu a Watzenberg v Kraňsku. V roce 1854 získal titul c. k. komorníka. 5. srpna 1856 se oženil s hraběnkou Valescou von Arco.
Jako jeden z mála příslušníků kraňské šlechty se přiklonil k slovinskému národnímu hnutí. Podporoval slovinské kulturní organizace, včetně Matice slovinské, byl členem Kraňské zemědělské společnosti.
Byl aktivní i politicky. V lednu 1867 byl zvolen jako kandidát Slovinské národní strany na Kraňský zemský sněm za kurii venkovských obcí, obvod Trebnje, Litija, Žužemberk, Stična, Mokronog, Radeče. Sněm byl ovšem brzy nato rozpuštěn. Uspěl opětovně i v nových volbách v březnu 1867. Zemský sněm ho následně 6. dubna 1867 zvolil i do Říšské rady (tehdy ještě volené nepřímo) za kurii venkovských obcí v Kraňsku. Jako ostatní Slovinci v roce 1867 podpořil rakousko-uherské vyrovnání, ale následně odmítl prosincovou ústavu. Rezignoval počátkem roku 1870 v rámci hromadných rezignací slovanských poslanců jako výraz nesouhlasu s ústavním směřováním státu. V roce 1870 byl zemským sněmem do Říšské rady delegován znovu, stejně jako roku 1872. Složil slib 13. ledna 1872. Odmítal ale v parlamentu působit. Jeho mandát byl na základě absence 15. února 1873 prohlášen za zaniklý. Uspěl i v prvních přímých volbách do Říšské rady roku 1873, za kurii venkovských obcí, obvod Lublaň, Litija, Ribnica atd. Mandát obhájil i ve volbách do Říšské rady roku 1879, v stejné kurii, nyní za obvod Kočevje, Trebnje, Radeče atd. Téhož roku ale zemřel. Politicky byl orientován konzervativně a na Říšské radě zasedl do Hohenwartova klubu.
Jeho synem byl politik Josef Anton Barbo-Waxenstein.